# Circonscription de Gidami
La circonscription de Gidima est une des 177 circonscriptions législatives de l'État fédéré d'Oromia, elle se situe dans la Zone Qelem Wellega. Son représentant actuel est Itefa Diba Orer.